# Vztrajnostna sila
Vztrájnostna síla (tudi inêrcijska síla, navídezna síla, psévdosíla ali d'Alembertova síla [dalembèrova ~]:100) je navidezna sila, ki deluje na vsa telesa v neinercialnem opazovalnem sistemu, kot je na primer vrteči se opazovalni sistem.
Sila {\displaystyle {\vec {\mathbf {F} }}\,} ne izhaja od nobene fizikalne interakcije, ampak od pospeška {\displaystyle {\vec {\mathbf {a} }}\,} samega neinercialnega opazovalnega sistema. V tem smislu velja poudariti, da sprememba koordinatnega sistema, na primer kartezičnega v polarnega, brez sprememb relativnega gibanja ne spremeni videza vztrajnostnih sil, četudi je oblika zakonov gibanja odvisna od izbire krivuljnega koordinatnega sistema.
Po drugem Newtonovem zakonu v obliki:
{\displaystyle {\vec {\mathbf {F} }}=m{\vec {\mathbf {a} }}\!\,}
so vztrajnostne sile vedno sorazmerne z maso m na katero delujejo.
Vztrajnostna sila se pojavi, če opazovalni sistem pospešuje v primerjavi z nepospešenim opazovalnim sistemom. Ker lahko opazovalni sistem pospešuje poljubno, so lahko poljubne tudi vztrajnostne sile - vendar vedno kot neposredni odziv pospeška opazovalnega sistema. Glede na obliko pospeška opazovalnega sistema so določene štiri vztrajnostne sile:
- premi pospešek (poljubni relativni pospešek izhodišča po premici)[4]
- centrifugalna sila in Coriolisova sila (vrtenje)
- Eulerjeva sila (neenakomerno vrtenje)